# Intergradação
Em zoologia, a intergradação acontece quando duas subespécies distintas ocorrem em áreas onde suas populações têm as características de ambas. Existem dois tipos de intergradação: primária e secundária.